# Caudron C.270
Caudron C.270 Luciole («Светлячок») — французский спортивный самолёт, выпускавшийся компанией Caudron в 1930-х годах, развитие конструкции C.230.

## История
От своего предшественника C.270 отличался полотняной обшивкой фюзеляжа и рядом других усовершенствований, включая модифицированные элероны и рули, улучшенное шасси, а также и упрощённый механизм складывания крыльев.
Самолёт оказался успешным, более 700 машин было построено за десятилетие, предшествовавшее Второй мировой войне. Из них 296 были приобретены французским правительством для программы обучения пилотов Aviation Populaire. На C.270 пилот и инструктор Ивонна Журжон обучала будущих асов французской истребительной авиации.
В военное время многие из этих самолётов служили в качестве связных. Во время экспедиции генерала Де Голля в Дакар в сентябре 1940 года, два самолёта Luciole, взлетев с авианосца Ark Royal, приземлились на аэродроме Уакам (Сенегал) для переговоров с представителями французской администрации..
После войны несколько сохранившихся самолётов применялись в авиашколе Салон-де-Прованс для буксировки планёров.
Киностудия 20th Century Fox использовала 2 переоборудованных C.270 во время съёмок фильма «Голубой Макс» (1966 год).

## Модификации
- C.270 — первая серия, с звездообразным двигателем Salmson 7Ac (построено 82 экземпляра);
  - C.270/1 — двигатель Salmson 7Ac2;
- C.271 — Lorraine 5Pc (1);
  - C.271/2 — Lorraine 5Pb;
- C.272 — модификация с рядным Renault 4Pb (52)
  - C.272/2 — Renault 4Pci, более высокий и заострённый киль (22)
  - C.272/3 — Renault 4Pdi, установлены тормоза шасси (15)
  - C.272/4 — Renault 4Pei, тормоза (21)
  - C.272/5 — Renault 4Pgi (80)
- C.273 — Michel 4A-14 (14)
- C.274 — с двигателем Chaise 4Ba для Парижского международного авиасалона 1932 года (1)
- C.275 — основная серийная версия на базе конструкции C.272/5, но с нескладывающимися крыльями (433)
- C.276 — de Havilland Gipsy III
  - C.276H — Hirth HM 504A-2 (переоснащены 2 C.276)
- C.277 — сходный с C.272/4, но с нескладывающимися крыльями (9)
  - C.272R — послевоенная переделка C.275, мотором, заменён на 4Po3 (1)
- C.278 — модификация с двигателем Salmson 9Nc и новым шасси для участия в соревнованиях Challenge 1932 (построен 1).

## Тактико-технические характеристики (C.272)
Технические характеристики
- Экипаж: 1
- Пассажировместимость: 1
- Длина: 7,67 м
- Размах крыла: 9,90 м
- Высота: 2,76 м
- Площадь крыла: 24 м2
- Масса пустого: 516 кг
- Нормальная взлётная масса: 780 кг
- Силовая установка: 1 × воздушных Renault 4Pb
- Мощность двигателей: 1 × 95 л.с. (1 × 71 кВт)

Лётные характеристики
- Максимальная скорость: 158 км/ч
- Практическая дальность: 500 км
- Практический потолок: 4 000 м

## Эксплуатанты
Франция
- ВВС Франции
- ВВС «Свободной Франции»

 Республиканская Испания
- Испанская республиканская авиация

 Испания
- ВВС Испании

## Самолёт в массовой культуре

### В кинематографе
Самолёт Caudron C.270 Luciole впервые появился на киноэкранах в фильме Раймона Бернара «Анна-Мария» (1936 год), позже — в снятой во время оккупации на студии Continental-Films ленте режиссёра Жана Гремийона «Небо принадлежит вам» (1943). За ними последовали «Школа почтальонов» Жака Тати (1947), «Голубой Макс» (1966), «Дорогая Лили» Блейка Эдвардса (1970), «Фон Рихтгофен и Браун» (1971), «Стависки» (1974) и «роль» в сериале «Пуаро Агаты Кристи» (серия «Опасность дома на окраине», 1990).

### В сувенирной и игровой индустрии
Известны модели Caudron C.270, выпускаемые следующими компаниями:
- Dujin: C.270/2 и C.272/5 1:72[4]